# Accenture Tower
La SPS Tower anciennement appelée Accenture Tower est un gratte-ciel de bureaux de 139 mètres de hauteur construit à Minneapolis de 1985 à 1987. Son architecte est l'agence Kohn Pedersen Fox. À l'origine deux tours devaient être construite, seule une l'a été.